# Record de France de natation messieurs du 50 mètres nage libre
Le record de France de natation sportive messieurs pour l'épreuve du 50 mètres nage libre concerne les records obtenus par les athlètes dans cette épreuve en bassin de 50 et 25 mètres.

## Bassin de 50 mètres
| Temps                                                      | Athlète             | Naissance | Âge | Club                            | Compétition                | Lieu          | Date              |
| ---------------------------------------------------------- | ------------------- | --------- | --- | ------------------------------- | -------------------------- | ------------- | ----------------- |
| 30 s 4                                                     | Georges Pouilley    |           |     | Club des nageurs de Paris       |                            | Gare          | 21 juin 1919      |
| 30 s 0                                                     | Georges Pouilley    |           |     | Club des nageurs de Paris       |                            | Gare          | 27 octobre 1919   |
| 29 s 2                                                     | Henri Padou         | 1898      | 25  | Enfants de Neptune de Tourcoing |                            | Tourcoing     | 4 février 1923    |
| 28 s 8                                                     | Edouard Vanzeveren  |           |     | Club des nageurs de Paris       |                            | Tourcoing     | 4 mai 1924        |
| 28 s 4                                                     | Émile Zeibig        |           |     | SN Strasbourg                   |                            | Sporting      | 1er juin 1924     |
| 28 s 2                                                     | Lapalud             |           |     | Libellule de Paris              |                            | Sporting      | 19 décembre 1924  |
| 28 s 0                                                     | R. Jourde           |           |     | Club des nageurs de Paris       |                            | Gare          | 14 février 1930   |
| 27 s 2                                                     | J. Talmone          |           |     | CN Nice                         |                            | Gare          | 25 avril 1931     |
| 26 s 7                                                     | Alfred Nakache      | 1915      | 22  | Club des nageurs de Paris       |                            | Neptuna       | 7 février 1937    |
| 26 s 5                                                     | Jacques Cartonnet   |           |     | AMAT.S.C.                       |                            | Neptuna       | 7 février 1937    |
| 25 s 9                                                     | Alex Jany           | 1929      | 16  | Dauphins du TOEC                |                            | Toulouse      | 9 juin 1945       |
| 25 s 4                                                     | Alex Jany           | 1929      | 16  | Dauphins du TOEC                |                            | Marseille     | 12 septembre 1945 |
| 25 s 4                                                     | Alex Jany           | 1929      | 17  | Dauphins du TOEC                |                            | Marseille     | 19 septembre 1946 |
| Officiellement reconnu par la FFN à partir du 10 mars 1980 |                     |           |     |                                 |                            |               |                   |
| 24 s 25                                                    | René Ecuyer         | 1956      | 24  | Cercle des nageurs d'Antibes    | Championnats de France     | Bordeaux      | 12 avril 1980     |
| 24 s 21                                                    | René Ecuyer         | 1956      | 24  | Cercle des nageurs d'Antibes    | Jeux olympiques            | Moscou        | 26 juillet 1980   |
| 23 s 98                                                    | Yvan Boutteville    |           |     | Lille université club           | Championnats de France     | Brive         | 9 août 1980       |
| 23 s 93                                                    | Yvan Boutteville    |           |     | Racing club de France           |                            | Amersfoort    | 31 janvier 1981   |
| 23 s 90                                                    | Yvan Boutteville    |           |     | Racing club de France           |                            | Amersfoort    | 2 février 1981    |
| 23 s 70                                                    | Yvan Boutteville    |           |     | Racing club de France           |                            | La Rochelle   | 4 avril 1981      |
| 23 s 67                                                    | Stéphan Caron       | 1966      | 18  | Club des Vikings de Rouen       | Championnats du Canada (f) | Calgary       | 9 avril 1984      |
| 23 s 59                                                    | Stéphan Caron       | 1966      | 18  | Club des Vikings de Rouen       | Championnats de France (f) | Paris         | 12 août 1984      |
| 23 s 54                                                    | Stéphan Caron       | 1966      | 20  | Club des Vikings de Rouen       |                            | Rennes        | 9 mars 1986       |
| 23 s 40                                                    | Stéphan Caron       | 1966      | 21  | Club des Vikings de Rouen       | Championnats de France (s) | Mulhouse      | 3 avril 1987      |
| 23 s 26                                                    | Stéphan Caron       | 1966      | 21  | Club des Vikings de Rouen       | Championnats de France (f) | Mulhouse      | 3 avril 1987      |
| 23 s 10                                                    | Stéphan Caron       | 1966      | 21  | Club des Vikings de Rouen       |                            | Vittel        | 25 mai 1987       |
| 22 s 83                                                    | Stéphan Caron       | 1966      | 21  | Club des Vikings de Rouen       |                            | Strasbourg    | 22 août 1987      |
| 22 s 74                                                    | Stéphan Caron       | 1966      | 25  | Racing club de France           | Championnats de France     | Millau        | 5 août 1991       |
| 22 s 70                                                    | Christophe Kalfayan | 1969      | 23  | Cercle des nageurs d'Antibes    | Jeux olympiques (s)        | Barcelone     | 30 juillet 1992   |
| 22 s 50                                                    | Christophe Kalfayan | 1969      | 23  | Cercle des nageurs d'Antibes    | Jeux olympiques (f)        | Barcelone     | 30 juillet 1992   |
| 22 s 39                                                    | Christophe Kalfayan | 1969      | 24  | Cercle des nageurs d'Antibes    | Championnats d'Europe      | Sheffield     | 7 août 1993       |
| 22 s 36                                                    | Julien Sicot        | 1978      | 25  | CS Clichy 92                    | Championnats du monde (s)  | Barcelone     | 25 juillet 2003   |
| 22 s 32                                                    | Julien Sicot        | 1978      | 25  | CS Clichy 92                    | Championnats du monde (d)  | Barcelone     | 25 juillet 2003   |
| 22 s 30                                                    | Julien Sicot        | 1978      | 25  | CS Clichy 92                    | Jeux olympiques (s)        | Athènes       | 19 août 2004      |
| 22 s 24                                                    | Frédérick Bousquet  | 1981      | 23  | CS Clichy 92                    | Jeux olympiques (s)        | Athènes       | 19 août 2004      |
| 22 s 21                                                    | Frédérick Bousquet  | 1981      | 24  | CS Clichy 92                    | Championnats du monde (s)  | Montréal      | 29 juillet 2005   |
| 21 s 99                                                    | Frédérick Bousquet  | 1981      | 25  | Cercle des nageurs de Marseille | Championnats d'Europe (d)  | Budapest      | 5 août 2006       |
| 21 s 76                                                    | Alain Bernard       | 1983      | 24  | Cercle des nageurs d'Antibes    | Championnats de France (f) | Saint-Raphaël | 24 juin 2007      |
| 21 s 50 RM                                                 | Alain Bernard       | 1983      | 24  | Cercle des nageurs d'Antibes    | Championnats d'Europe (d)  | Eindhoven     | 23 mars 2008      |
| 21 s 38 RE                                                 | Amaury Leveaux      | 1985      | 22  | Mulhouse Olympic Natation       | Championnats de France (f) | Dunkerque     | 26 avril 2008     |
| 20 s 94 RM                                                 | Frédérick Bousquet  | 1981      | 28  | Cercle des nageurs de Marseille | Championnats de France (f) | Montpellier   | 26 avril 2009     |

## Bassin de 25 mètres
| Temps      | Athlète             | Naissance | Âge | Club                            | Compétition                       | Lieu                 | Date             |
| ---------- | ------------------- | --------- | --- | ------------------------------- | --------------------------------- | -------------------- | ---------------- |
| 23 s 24    | René Ecuyer         | 1956      | 25  | Cercle des nageurs d'Antibes    | Meeting Arena (s)                 | Boulogne-Billancourt | 1981             |
| 23 s 18    | René Ecuyer         | 1956      | 25  | Cercle des nageurs d'Antibes    | Meeting Arena (f)                 | Boulogne-Billancourt | 1981             |
| -----      |                     |           |     |                                 |                                   |                      |                  |
| 22 s 65    | Stéphan Caron       | 1966      | 23  | Club des Vikings de Rouen       | Meeting international             | Cannes               | 1989             |
| -----      |                     |           |     |                                 |                                   |                      |                  |
| 22 s 56    | Stéphan Caron       | 1966      | 24  | Racing club de France           |                                   | La Roche-sur-Yon     | 29 avril 1990    |
| 22 s 33    | Christophe Kalfayan | 1969      | 22  | Cercle des nageurs d'Antibes    |                                   | Le Port              | 28 mars 1991     |
| 22 s 17    | Christophe Kalfayan | 1969      | 24  | Cercle des nageurs d'Antibes    |                                   | Gelsenkirchen        | 14 février 1993  |
| 22 s 12    | Julien Sicot        | 1978      | 20  | Marsouins Schœlcher             | Coupe du monde                    | Sydney               | 22 janvier 1998  |
| 22 s 05    | Romain Barnier      | 1976      | 24  | Cercle des nageurs d'Antibes    | Tentative de record               | Antibes              | 28 mars 2000     |
| 21 s 96    | Julien Sicot        | 1978      | 23  | CS Clichy 92                    | Meeting Arena                     | Rouen                | 2 décembre 2001  |
| 21 s 98    | Frédéric Dutilleux  | 1976      | 25  | Dauphins du TOEC                | Championnats interclubs           | Dunkerque            | 23 décembre 2001 |
| 21 s 83    | Julien Sicot        | 1978      | 24  | CS Clichy 92                    | Meeting Arena                     | Rouen                | 24 novembre 2002 |
| 21 s 94    | Julien Sicot        | 1978      | 24  | CS Clichy 92                    | Championnats interclubs           | Antibes              | 8 décembre 2002  |
| 21 s 85    | Julien Sicot        | 1978      | 25  | CS Clichy 92                    | Coupe du monde (f)                | Paris                | 18 janvier 2003  |
| 21 s 81    | Julien Sicot        | 1978      | 25  | CS Clichy 92                    | Championnats d'Europe (d)         | Dublin               | 11 décembre 2003 |
| 21 s 62    | Julien Sicot        | 1978      | 25  | CS Clichy 92                    | Championnats d'Europe (r)         | Dublin               | 14 décembre 2003 |
| 21 s 50    | Frédérick Bousquet  | 1981      | 23  | CS Clichy 92                    | Championnats NCAA (b)             | Long Island          | 25 mars 2004     |
| 21 s 10 RM | Frédérick Bousquet  | 1981      | 23  | CS Clichy 92                    | Championnats NCAA (f)             | Long Island          | 25 mars 2004     |
| 21 s 02    | Frédérick Bousquet  | 1981      | 26  | Cercle des nageurs de Marseille | Championnats de France interclubs | Istres               | 23 décembre 2007 |
| 20 s 97    | Frédérick Bousquet  | 1981      | 27  | Cercle des nageurs de Marseille | Coupe du monde (f)                | Stockholm            | 12 novembre 2008 |
| 20 s 86    | Frédérick Bousquet  | 1981      | 27  | Cercle des nageurs de Marseille | Championnats de France (f)        | Angers               | 5 décembre 2008  |
| 20 s 80 RE | Amaury Leveaux      | 1985      | 23  | Mulhouse Olympic Natation       | Championnats d'Europe (s)         | Rijeka               | 11 décembre 2008 |
| 20 s 48 RM | Amaury Leveaux      | 1985      | 23  | Mulhouse Olympic Natation       | Championnats d'Europe (d)         | Rijeka               | 11 décembre 2008 |
| 20 s 26 RM | Florent Manaudou    | 1990      | 24  | Cercle des nageurs de Marseille | Championnats du monde (f)         | Doha                 | 5 décembre 2014  |